# Kurt Nilsen

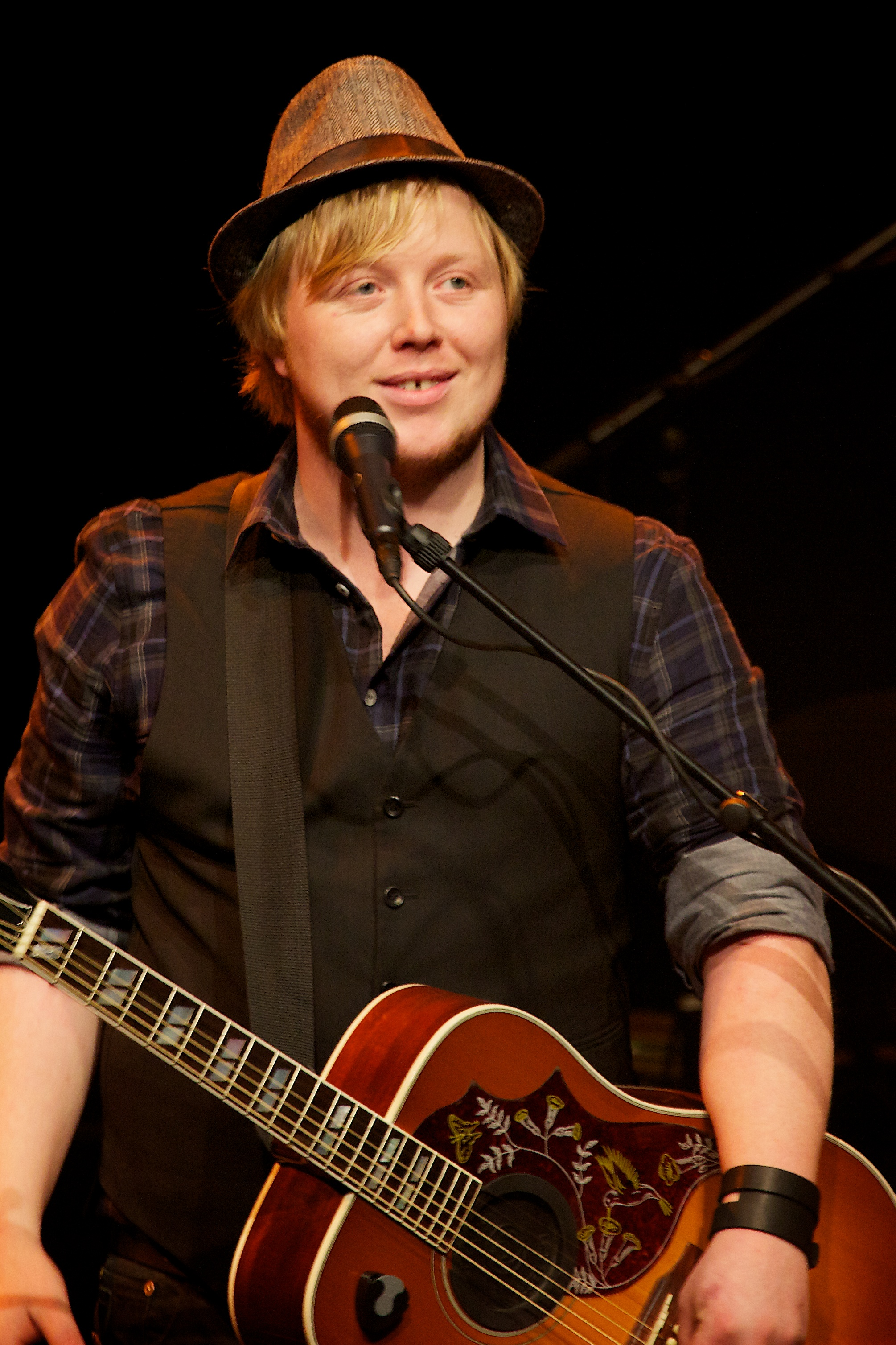
Kurt Nilsen

Kurt Erik Kleppe Nilsen (Bergen, 29 september 1978) is een Noorse zanger. Hij won in 2003 met 53% van de stemmen de Noorse versie van Idols.
Op 1 januari 2004 won hij World Idol, en versloeg daarmee favoriet Kelly Clarkson. In de show op 25 december zong hij het nummer Beautiful day van U2. Ian Dickson, van de Australische jury, zei na afloop: "You have the voice of an angel, but you look like a Hobbit".
Zijn single She's so high werd daarna in veel landen een hit.
In de zomer van 2009 toerde hij rond door Noorwegen met Hallelujah Live Volume 2. Dit deed hij samen met Espen Lind, Alejandro Fuentes en Askil Holm.

## Discografie

### Albums
| Album met eventuele hitnotering(en) in de Nederlandse Album Top 100 | Datum van verschijnen | Datum van binnenkomst | Hoogste positie | Aantal weken | Opmerkingen                                    |
| ------------------------------------------------------------------- | --------------------- | --------------------- | --------------- | ------------ | ---------------------------------------------- |
| I                                                                   | 2004                  | 14-02-2004            | 51              | 9            |                                                |
| A part of me                                                        | 2005                  | -                     |                 |              | NOR: Platinum                                  |
| Hallelujah – Live!                                                  | 2006                  | -                     |                 |              | met Espen Lind, Alejandro Fuentes & Askil Holm |
| Push Push                                                           | 2007                  | -                     |                 |              |                                                |
| Rise to the occasion                                                | 2008                  | -                     |                 |              | NOR: 3× Platinum                               |
| Hallelujah Live – Volume 2                                          | 2009                  | 10-10-2009            | ?               | ?            | met Espen Lind, Alejandro Fuentes & Askil Holm |
| Have Yourself a Merry Little Christmas                              | 2010                  | -                     |                 |              | NOR: 9× Platinum                               |
| Inni en god periode                                                 | 2013                  | -                     |                 |              |                                                |
| Kurt Nilsen Live                                                    | 2013                  | -                     |                 |              |                                                |
| Amazing                                                             | 2017                  | -                     |                 |              |                                                |

### Singles
| Single met eventuele hitnotering(en) in de Nederlandse Top 40 | Datum van verschijnen | Datum van binnenkomst | Hoogste positie | Aantal weken | Opmerkingen |
| ------------------------------------------------------------- | --------------------- | --------------------- | --------------- | ------------ | ----------- |
| She's so high                                                 | 2004                  | 14-02-2004            | 4               | 12           | Alarmschijf |